# Canto do ícone

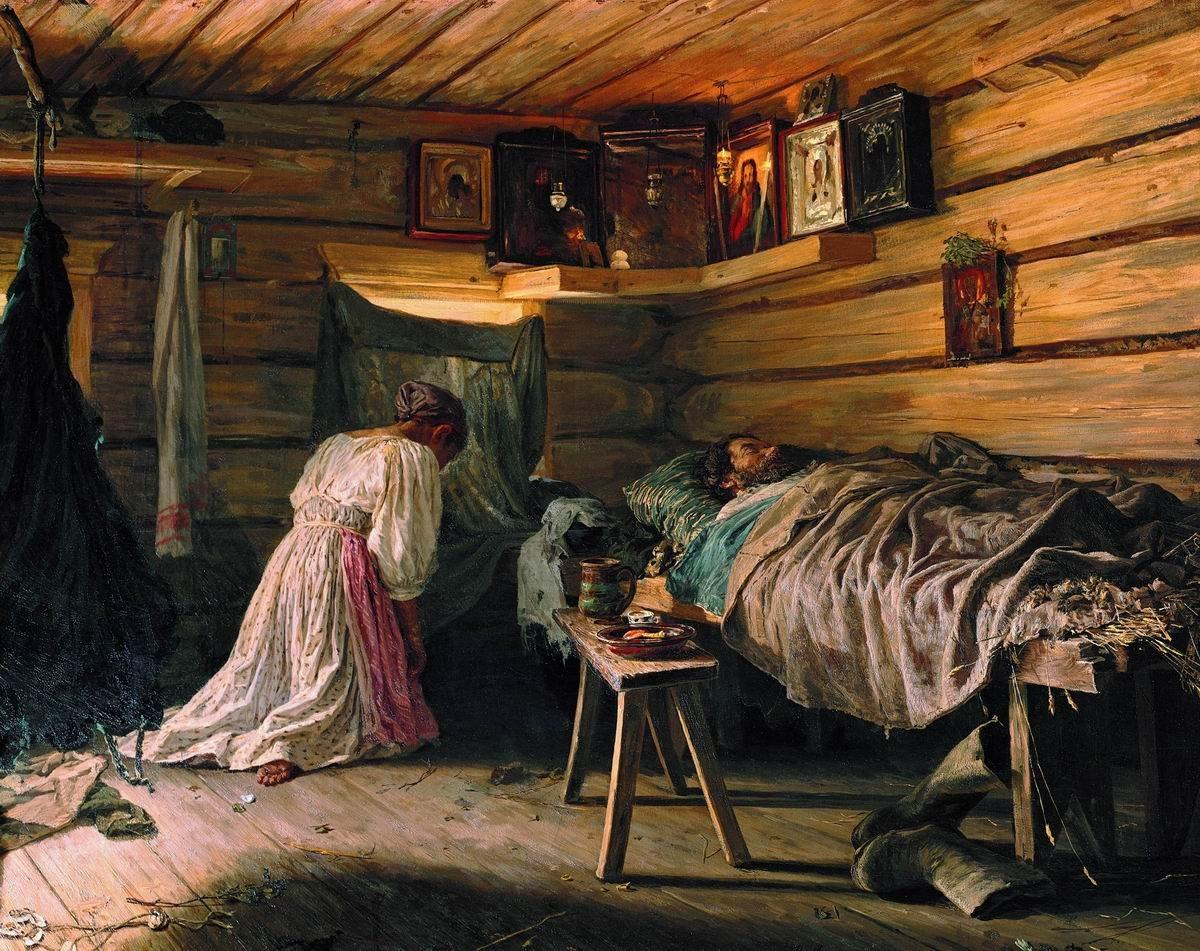
O doente, de Vasili Maximov (1881), retrata uma mulher ajoelhada em oração diante do canto dos ícones (Galeria Tretyakov, Moscou).

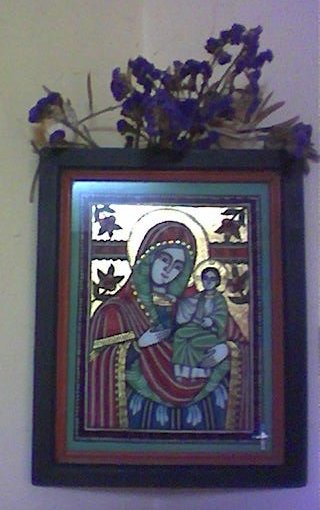
Um canto de ícone na Romênia

O canto do ícone ou canto vermelho (em em grego:  εικονοστάσι e em russo:  Кра́сный у́гол - Krásnyj úgol - meaning red, bright-shining, or beautiful corner) é um espaço pequeno de culto preparada nas casas dos Ortodoxa e greco-católicos cristãos. O conceito análogo no Cristianismo ocidental é o altar do lar.

## História
O Livro de Atos e as Epístolas do Apóstolo Paulo registram que, na Igreja primitiva, os cristãos costumavam se encontrar nos lares dos fiéis. (Atos 2,46; 20,7-12 w I Coríntios 16,19, etc.) Esta tradição da "Igreja doméstica" continua até hoje no cristianismo oriental. O lar é considerado um microcosmo da Igreja. Os pais (marido e mulher) são o "clero" da igreja doméstica e os filhos são os "leigos". A cerimônia de casamento ("coroação") é análoga à Ordenação, e a casa é abençoada com um ritual que é baseado na Consagração de uma Igreja . Uma vez por ano, o padre virá abençoar a casa com Água de Teofania.

## Contexto
Um cristão ortodoxo deve orar constantemente. Segundo o bispo Kallistos Ware, "[na] espiritualidade ortodoxa, [não há] separação entre liturgia e devoção privada". Assim, a casa, assim como o templo (igreja), é considerada um local consagrado, e o centro de culto na casa é o canto do ícone.
Um canto de ícone é normalmente orientado para o leste. Muitas vezes, está localizado em um canto para eliminar as distrações mundanas e permitir que a oração seja mais concentrada. Aqui é onde os ícones que a família possui devem estar localizados, normalmente incluindo pelo menos os ícones de Cristo, Theotokos e os padroeiros da família. Uma lâmpada de óleo normalmente fica na frente dos ícones. O corte cuidadoso da lâmpada para mantê-la acesa o tempo todo é interpretado como um símbolo do cuidado diário atencioso que os cristãos devem assumir sobre suas almas. Relíquias dos santos (se a família possui alguma) e um Livro do Evangelho e uma cruz de bênção seriam mantidos lá, bem como incenso, água benta, palmeiras e salgueiro do Domingo de Ramos, velas de Pascha (Páscoa) e outros itens sagrados, bem como um Livro de Comemoração pessoal (contendo os nomes da família e entes queridos, tanto vivos como partidos, para serem lembrados em oração).
Idealmente, o canto do ícone fica localizado para que fique visível quando alguém entra na casa pela entrada principal. Tradicionalmente, ao entrar pela primeira vez na casa, um cristão ortodoxo venerava os ícones antes de cumprimentar os membros da casa.
Uma família ortodoxa tradicional se reúne todos os dias para as orações da manhã e da noite. Às vezes, no final das orações, o chefe da família pega o incensário da mão e censura os ícones e todos os membros da família.
Freqüentemente, além do canto do ícone, uma família pendura um pequeno "ícone de portal" (geralmente da Virgem e do Menino Jesus) na porta, que é venerado pela família e pelos convidados sempre que entra ou sai da casa.

## Ligações externos
- Canto do ícone na OrthodoxWiki
- Comparar: Herrgottswinkel